# Діого Барбоза
Діого Барбоза (порт. Diogo Barbosa, нар. 17 серпня 1992, Терра-Нова-ду-Норті) — бразильський футболіст, захисник клубу «Флуміненсе».
Виступав, зокрема, за клуби «Палмейрас», з яким став чемпіоном Бразилії, «Крузейру», вигравши Кубок Бразилії, та «Флуміненсе», у складі якого став переможцем Кубка Лібертадорес.

## Ігрова кар'єра
Народився 17 серпня 1992 року в місті Терра-Нова-ду-Норті. Вихованець юнацьких команд футбольних клубів «Віла-Нова» та «Васко да Гама». У дорослому футболі дебютував за команду «Васко да Гама» в Серії А 24 жовтня 2010 року, зігравши в домашній грі проти «Фламенго» (1:1). Загалом зіграв за рідний клуб 5 матчів, але основним гравцем не був, тому 13 вересня 2011 року був орендований клубом «Спорт Ресіфі» з Серії В, де провів наступний рік, зігравши лише 6 ігор в усіх турнірах.
31 жовтня 2012 року Діого перейшов до «Гуарані» (Кампінас), де зіграв 14 ігор у чемпіонаті штату Сан-Паулу, після чого 2 червня перебрався до клубу «Корітіба». З цією командою він зіграв свою першу гру в міжнародному клубному змаганні, вийшовши у стартовому складі в Південноамериканському кубку 2013 року проти «Віторії» (1:0) 28 серпня 2013 року. Після того, як на початку 2014 року Діого зіграв за «Корітібу» в шести іграх чемпіонату штату Парана, він був відданий в оренду «Атлетіко Гояніенсе» з Серії В до кінця сезону.
8 січня 2015 року він приєднався до «Гояса», з яким того ж року виграв Лігу Гояно. Після того, як його клуб вилетів до Серії B наприкінці сезону, Діого переїхав до іншого клубу вищого дивізіону, «Ботафогу», уклавши однорічну угоду. У його складі у домашній грі проти «Фламенго» 16 липня 2016 року Діого забив свій перший гол на дорослому рівні. Загалом протягом того сезону він забив 2 голи у 45 іграх в усіх турнірах за клуб.
14 грудня 2016 року, не домовившись про нові умови, Діого підписав трирічний контракт із «Крузейру». З клубом він виграв Кубок Бразилії 2017 року, який став першим успіхом у його кар'єрі. У турнірі Діого провів 13 ігор, у яких забив один гол.
14 листопада 2017 року було домовлено про продаж Діого Барбози в «Палмейрас» за 17 мільйонів реалів. Відіграв за команду із Сан-Паулу наступні два з половиною сезони своєї ігрової кар'єри. Більшість часу, проведеного у складі «Палмейраса», був основним гравцем захисту команди і виграв чемпіонат Бразилії у 2018 році, зігравши у 20 з 38 ігор турніру.
11 вересня 2020 року уклав контракт з клубом «Греміо», у складі якого провів наступні три роки своєї кар'єри гравця, в кожному з яких виграв чемпіонат штату Ріу-Гранді-ду-Сул. Граючи у складі «Греміо» також здебільшого виходив на поле в основному складі команди, зігравши за команду понад 100 ігор в усіх турнірах.
15 червня 2023 року перейшов у «Флуміненсе» на прохання Фернандо Дініза, щоб закрити позицію лівого захисника, яка була проблемою для клубу протягом усього сезону через травми Марсело та Жорже. Спортсмен, який прибув до «триколірних» з недовірою з боку вболівальників через невдалий останній період у «Греміо», Діого Барбоза поступово завоював прихильність, відмінно виступаючи на своїй позиції. 4 листопада 2023 року він став переможцем Кубка Лібертадорес, взявши участь у 5 із 7 ігор у плей-оф. Зокрема, у фіналі він відіграв важливу роль у чемпіонському голі, де він зробив передгольовий пас на Кено, який і віддав пас автору голу Джону Кеннеді.

## Титули і досягнення
- Переможець Ліги Гояно (1):

«Гояс»: 2015
- Володар Кубка Бразилії (1):

«Крузейру»: 2017
- Чемпіон Бразилії (2):

«Палмейрас»: 2018
- Переможець Ліги Гаушу (3):

«Греміо»: 2021, 2022, 2023
- Володар Кубка Лібертадорес (1):

«Флуміненсе»: 2023
- Переможець Рекопи Південної Америки (1):

«Флуміненсе»: 2024

### Індивідуальні
- Команда року Ліги Каріока: 2016[15]
- Найкращий лівий захисник Бразилії: 2017[16]